# Hünenburg (Oeventrop)
Die Hünenburg bei Oeventrop ist eine abgegangene  mittelalterliche Wallburg. Heute ist das Gelände ein Bodendenkmal.
Quellen, die Hinweise auf den Entstehungszeitraum liefern können, fehlen. Über die Erbauer und Besitzer ist nichts bekannt. Klar ist, dass es sich um eine mittelalterliche und nicht um eine frühgeschichtliche Anlage handelt. Sie stammt vermutlich aus der karolingischen oder ottonischen Zeit (9. bis 10. Jahrhundert).  Die Burg hat zur Zeit ihres Bestehens das Ruhrtal strategisch beherrscht. 
In etwa einem Kilometer Entfernung südwestlich des Bahnhofs von Oeventrop liegt die Anlage auf einer steilen ins Ruhrtal vorspringenden Bergnase. Der Grundriss der Burg ist im Süden 32 m breit und 75 m lang. Die Form ähnelt einem zweigeteilten Dreieck. Das Zentrum der Burg an der äußersten nördlichen Spitze war von der südlichen Vorburg durch eine Quermauer getrennt. Ein Halsgraben schützte den Bergsporn gegen das weiter ansteigende Gelände im Südosten. Die Ostseite war so steil, dass dort wohl keine besonderen Befestigungsanlagen nötig waren.